# アントニオ・バルセロ

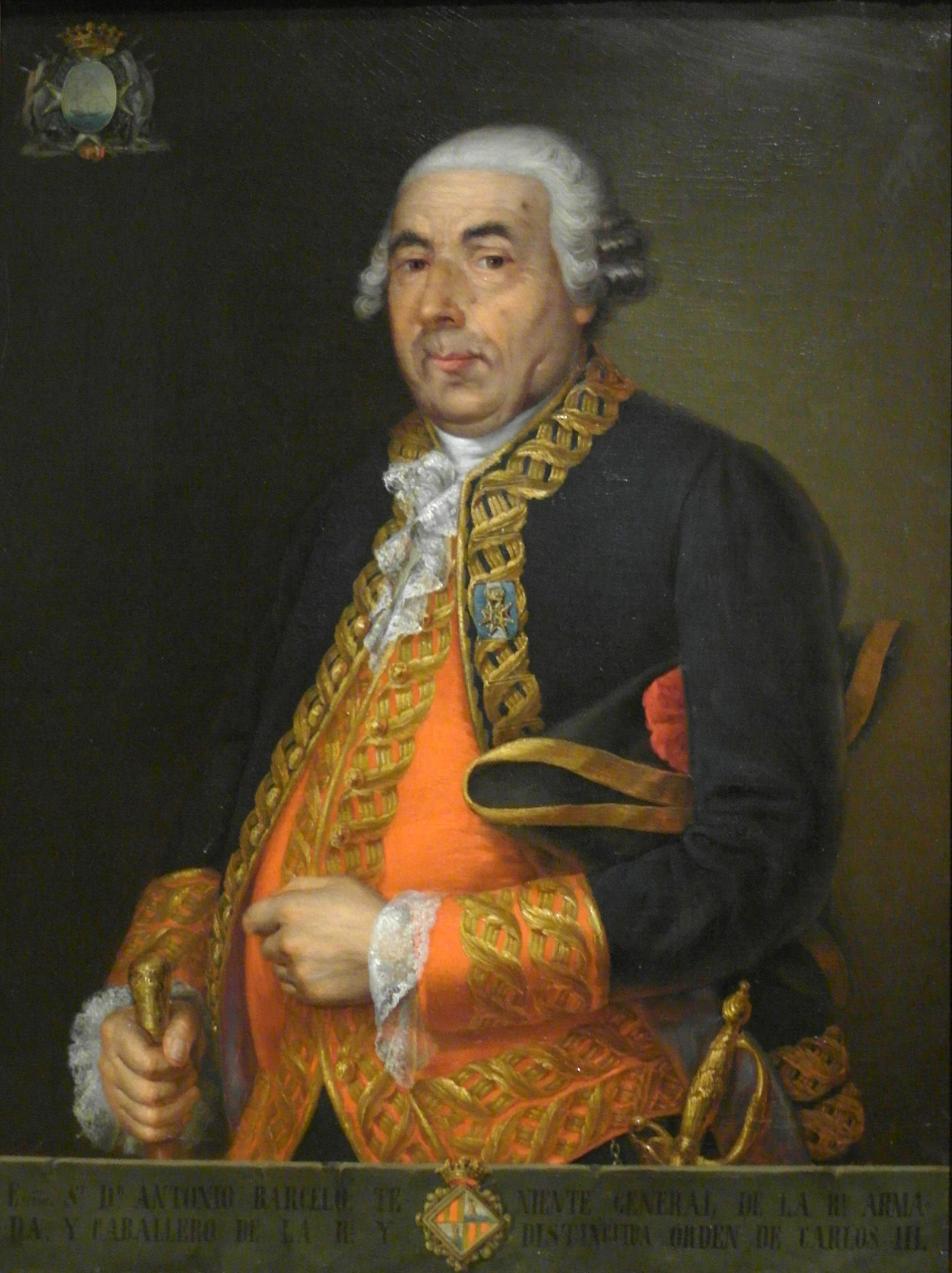
アントニオ・バルセロ

ドン・アントニオ・バルセロ (スペイン語: Antonio Barceló y Pont de la Terra、カタルーニャ語: Antoni Barceló i Pont de la Terra、1717年1月1日 - 1797年1月30日）は、バレアレス諸島出身のスペイン人航海者で、スペイン・アルマダ海軍の中将。
1717年、パルマ・デ・マヨルカで生まれる。
第1次アルジェリア砲撃や第2次アルジェリア砲撃など対アルジェリア海賊戦の指揮官として知られている。ジブラルタル包囲戦では浮き砲台を考案したが失敗した。